# ليندا جرينهاوس
ليندا جويس جرينهاوس (بالإنجليزية: Linda Greenhouse)‏ (من مواليد 9 يناير 1947) هي صحفية فارسة متميزة في الإقامة ومحاضرة بدرجة جوزيف إم. غولدشتاين في القانون في كلية الحقوق بجامعة ييل. مراسلة حائزة على جائزة بوليتزر، غطت المحكمة العليا للولايات المتحدة لما يقرب من ثلاثة عقود لصحيفة نيويورك تايمز. رئيسة الجمعية الأمريكية للفلسفة (منذ عام 2017)، وعضو في المجلس الأعلى لجمعية فاي بيتا كابا.

## النشأة
ولدت غرينهاوس لعائلة يهودية في مدينة نيويورك، والدها إتش. روبرت غرينهاوس، طبيب وأستاذ الطب النفسي في كلية الطب بجامعة هارفارد، ووالدتها دوروثي (غرينليك قبل الزواج). حصلت على درجة بكالوريوس الآداب في الحكومة في كلية رادكليف في عام 1968، حيث انتخِبت لفاي بيتا كابا. حصلت على درجة الماجستير في القانون من كلية الحقوق بجامعة ييل عام 1978.
تزوجت من المحامي يوجين آر. فيدل في 1 يناير 1981 في واشنطن العاصمة، في حفل يهودي. أنجبا ابنة واحدة، المخرجة هانا مارغاليت فيدل (من مواليد 7 أكتوبر 1985).

## الحياة المهنية
بدأت غرينهاوس حياتها المهنية التي استمرت لمدة 40 عامًا في صحيفة نيويورك تايمز التي غطت حكومة الولاية في مكتب الصحيفة في ألباني. بعد الانتهاء من درجة الماجستير في زمالة مؤسسة فورد، عادت إلى التايمز وغطت 29 جلسة للمحكمة العليا منذ عام 1978 وحتى عام 2007، باستثناء عامين خلال منتصف الثمانينيات غطت خلالهما الكونغرس. منذ عام 1981، نشرت أكثر من 2800 مقالة في صحيفة التايمز. كانت ضيفًا منتظمًا في برنامج واشنطن ويك على قناة بّي بي إس.
في عام 2008 قبلت غرينهاوس عرضًا من التايمز للتقاعد المبكر في نهاية جلسة المحكمة العليا في صيف 2008. حضر سبعة من القضاة التسعة المجتمعين حفلة وداع غرينهاوس في 12 يونيو 2008. واستمرت بالتدوين لصحيفة التايمز في قسم «الآراء».
في عام 2010 وضعت غرينهاوس والمؤلفة المشاركة ريفا سيغل كتابًا حول تطور مناقشة الإجهاض قبل حكم المحكمة العليا لعام 1973 بشأن الموضوع: قبل قضية رو ضد ويد. كان هذا إلى حد كبير مجموعة مختارة من الوثائق الأولية، على الرغم من وجود بعض التعليقات.
انتقدت غرينهاوس السياسات والإجراءات الأمريكية في خليج غوانتانامو، وأبو غريب، وحديثة في خطاب ألقته عام 2006 في جامعة هارفارد. في ذلك، قالت غرينهاوس إنها بدأت بالبكاء قبل بضع سنوات في حفل سايمون وغارفنكل لأن جيلها لم يدر البلاد بطريقة أفضل من الأجيال السابقة.

### المكافآت والجوائز
في عام 1998 مُنحت غرينهاوس جائزة بوليتزر للصحافة (مراسلة سبقية) «بسبب تغطيتها الواضحة للمحكمة العليا في الولايات المتحدة». في عام 2004 حصلت على جائزة غولدسميث المهنية، وجائزة جون تشانسلر للتميز في الصحافة. فازت بميدالية معهد رادكليف في عام 2006.
عندما كانت في رادكليف، قالت في خطاب ألقته في عام 2006، «كنت مراسلة حرة في جامعة هارفارد لبوسطن هيرالد، التي طُبعت بانتظام، ودفعت لي من أجل رواياتي عن الاضطرابات الطلابية وغيرها من الأحداث الإخبارية في هارفارد. ولكن عندما حان الوقت خلال سنتي الأخيرة للبحث عن وظيفة في الصحافة، لم تعطني صحيفة هيرالد مقابلة، وكذلك بوسطن غلوب، لأن هذه الصحف لم تكن مهتمة في توظيف النساء».

## النقد
عبرت غرينهاوس عن وجهات نظرها الشخصية كمدافعة صريحة عن حقوق الإجهاض وناقدة للقيم الدينية المحافظة، وتساءل تقرير عام 2006 على الإذاعة الوطنية العامة عمّا إذا كان هذا يضر بالمظهر الذي يؤكد حيادها الصحفي في مثل هذه الأمور. قال دانيال أوكرنت محرر عام صحيفة نيويورك تايمز إنه لم يتلق أي شكوى عن التحيز في تغطية غرينهاوس.